# Vjekoslav Heinzel
Vjekoslav Heinzel (Zágráb, 1871. augusztus 27. – Zágráb, 1934. március 1.) horvát építész, Zágráb polgármestere volt, aki nagymértékben járult hozzá Zágráb európai nagyvárosi képéhez.

## Élete és munkássága
Alois Heinzel néven született 1871-ben, osztrák származású zágrábi vállalkozói családban. Apja még Grazban született és Zágrábba költözve fűrésztelepet épített a Tesarska (ma Berislavićeva) utcában, majd ennek leégése után a Savska cesta 25. szám alatt új fűrésztelepet és fafeldolgozó műhelyt épített malommal. Alois középiskolai tanulmányait 1889-ben végezte Zágrábban, majd a grazi Műszaki Főiskolára járt, és 1893-ban Stuttgartban szerzett építészmérnöki diplomát. 1896-ban kapott önálló építészmérnöki engedélyt, és ezután számos épületet tervezett Zágrábban. 1896-ban a budapesti Millenniumi Kiállításon ő tervezte a horvát-szlavóniai ipari pavilont. 1895–1905 között vendégtanár volt az Építészeti Középiskolában. 1906-ban Vjekoslavra változtatta a nevét. 
Heinzel az első horvát autósok egyike volt, aki Ferdinand Budickyvel együtt az első autót vezette Zágrábban. 1906-ban egyike volt a Horvát Autóklub alapítóinak. Számos korabeli autóversenyen vett részt, köztük 1912-ben megnyerte a Horvát Királyság és Szlavónia bajnokságának első futamát.
1910-ben városi tanácsos, 1912-ben a helyi kereskedelmi és ipartestület vezetője lett. Ugyanebben az évben felhagyott szakmai tevékenységével és beutazta Európát (járt Franciaországban, Németországban, Olaszországban, Angliában), majd visszatért és az első világháború idején megszervezte Zágráb élelmiszerellátását. 1918 szeptemberében udvari tanácsossá nevezték ki. Tagja volt a horvát Escompt bank és pénzügyi, kereskedelmi és ipari vállalkozás igazgatótanácsának, elnöke a Városi Takarékpénztárnak, amelyre tevékenységét is kiterjesztette.
A Szerb-Horvát-Szlovén Királyság idején 1920-ban választották meg először polgármesternek, mely hivatalát 1921 augusztusáig töltötte be, amikor I. Péter király temetésének bojkottja miatt a városvezetés ideiglenesen feloszlott. 1922-ben a Horvát Blokk jelöltjévé választották. 1926-ban és 1927-ben kivált a Jog Pártból, illetve Horvát Parasztpártból, de a következő választásokon újraválasztották. 1927 októberétől 1928 októberéig ismét a Horvát Föderalista Parasztpárt és a Horvát Jogpárt listavezetője volt. Adminisztrációja szervezte a mai Peščenica, Trnje, Trešnjevka, Maksimir és más városrészek nagy részének építési munkálatait. Az ő érdeme többek között számos kórház építése és bővítése, a Dolac piac felépítése, valamint a Laščinska cesta, később Sajmišna és ma Vjekoslav Heinzel sugárút újjáépítése, amely a város keleti részének jelentős észak-déli sugárútja. A sugárút az Eugen Kvaternik tértől indul, és elválasztja Trnjét és Peščenicát.
Heinzel polgármesteri ideje alatt, 1926. június 15-én kapta Zágráb az első 0,35 kW-os adóját. Ugyanezen év április 1-jén hozták működésbe a város első automata telefonközpontját, amely 7000 telefon-előfizető hívásainak fogadására volt képes. Heinzel erőfeszítései jelentős költségekkel jártak, ugyanis a városnak 250 millió jugoszláv dinár kölcsönt kellett felvennie, amit akkoriban sok kritika érte. 1928-ban visszavonult a polgármesterségtől, miután a sajtó azzal vádolta, hogy befolyásolt egy vágóhíd építésére kiírt pályázatot. Heinzel felesége a cseh származású Berta Pick (Prága, 1881 – Zágráb, 1969. május 12.) számos jótékonysági és humanitárius társaságban dolgozott, és felépíttette a Leskovac árvaházat. Közreműködött a „Der Morgen” című újság szerkesztésében (1925). Amikor meghalt, az újságok ezt csak egy rövid sorral írták meg, és csak Ivan Peršić tartotta szükségesnek Vjekoslav Heinzel életének és munkásságának átfogóbb értékelését, megadva neki a modern Zágráb megteremtéséért megérdemelt elismerést. A Heinzel család hagyatékát a Horvát Történeti Múzeum őrzi.

## Fordítás
Ez a szócikk részben vagy egészben  a   Vjekoslav Heinzel című horvát Wikipédia-szócikk ezen változatának fordításán alapul.  Az eredeti cikk szerkesztőit annak laptörténete sorolja fel. Ez a jelzés csupán a megfogalmazás eredetét és a szerzői jogokat jelzi, nem szolgál a cikkben szereplő információk forrásmegjelöléseként.